# فرناندو دي ألميدا
فرناندو دي ألميدا (بالبرتغالية: Fernando Pereira de Almeida‏) هو منافس ألعاب قوى برازيلي، ولد في 3 أغسطس 1985 في ساو كايتانو دو سول في البرازيل.

## وصلات خارجية
- فرناندو دي ألميدا على موقع الاتحاد الدولي لألعاب القوى (الإنجليزية)
- فرناندو دي ألميدا على موقع أوليمبيديا (الإنجليزية)